# Нелінійна алгебра
Нелінійна алгебра — основи теорії мультивекторних просторів (ТМП). Мультивекторні простори (МП) є новим класом векторних просторів. Алгебра векторів в МП відрізняється від стандартної лінійної векторної алгебри. Розглядаються метричні властивості МП, питання базису МП, вивчаються перетворення, що зберігають метрику, а також геометричні та алгебраїчні властивості МП. Поряд з математичними додатками, ТМП можна використовувати для моделювання властивостей фізичного простору (ФП). ТМП дозволяє по-новому визначити розмірність ФП і пов'язати цю фундаментальну властивість з розмірністю алгебри векторів. ТМП описує такі відомі ефекти, як уповільнення часу, скорочення довжини, ефект Доплера, а також дозволяє пояснити геометричними ефектами такі експериментальні факти, як існування стабільних частинок і античастинок, наявність у часток матерії хвиль де Бройля. ТМП пояснює експериментально регіструючу тривимірність простору і прогнозує існування «вимірів», ортогональних до спостережуваного тривимірному простору. Математична модель ФП на основі ТМП дозволяє об'єднати в єдине ціле три спостережуваних об'єкта: час, простір, речовина.